# Nimbhore Budruk
Nimbhore Budruk (o Nimbhora Buzurg, Nimbhora Budrukh) è una suddivisione dell'India, classificata come census town, di 8 449 abitanti, situata nel distretto di Jalgaon, nello stato federato del Maharashtra. In base al numero di abitanti la città rientra nella classe V (da 5 000 a 9 999 persone).

## Geografia fisica
La città è situata a 21° 10' 0 N e 75° 58' 0 E e ha un'altitudine di 238 m s.l.m..

## Società

### Evoluzione demografica
Al censimento del 2001 la popolazione di Nimbhore Budruk assommava a 8 449 persone, delle quali 4 485 maschi e 3 964 femmine. I bambini di età inferiore o uguale ai sei anni assommavano a 759, dei quali 426 maschi e 333 femmine. Infine, coloro che erano in grado di saper almeno leggere e scrivere erano 6 990, dei quali 3 903 maschi e 3 087 femmine.